# Osvaldo Aquino
Osvaldo Aquino (San Lorenzo, 28 gennaio 1952 – 9 luglio 2025) è stato un calciatore paraguaiano, di ruolo attaccante.

## Carriera

### Club
Giocò nella massima serie paraguaiana con il Club Olimpia.

### Nazionale
Con la nazionale paraguaiana vinse la Copa América 1979.

## Palmarès

### Club

#### Competizioni nazionali
- Campionato paraguaiano: 7

Olimpia: 1975, 1978, 1979, 1980, 1981, 1982, 1983

#### Competizioni internazionali
- Coppa Libertadores: 1

Olimpia: 1979
- Coppa Intercontinentale: 1

Olimpia: 1979
- Coppa Interamericana: 1

Olimpia: 1979